# José Antonio Ubierna
José Antonio Ubierna y Eusa (Argecilla, 1876-Madrid, 1964) fue un jurista y político español, senador por Guadalajara en las Cortes de la Restauración.

## Biografía

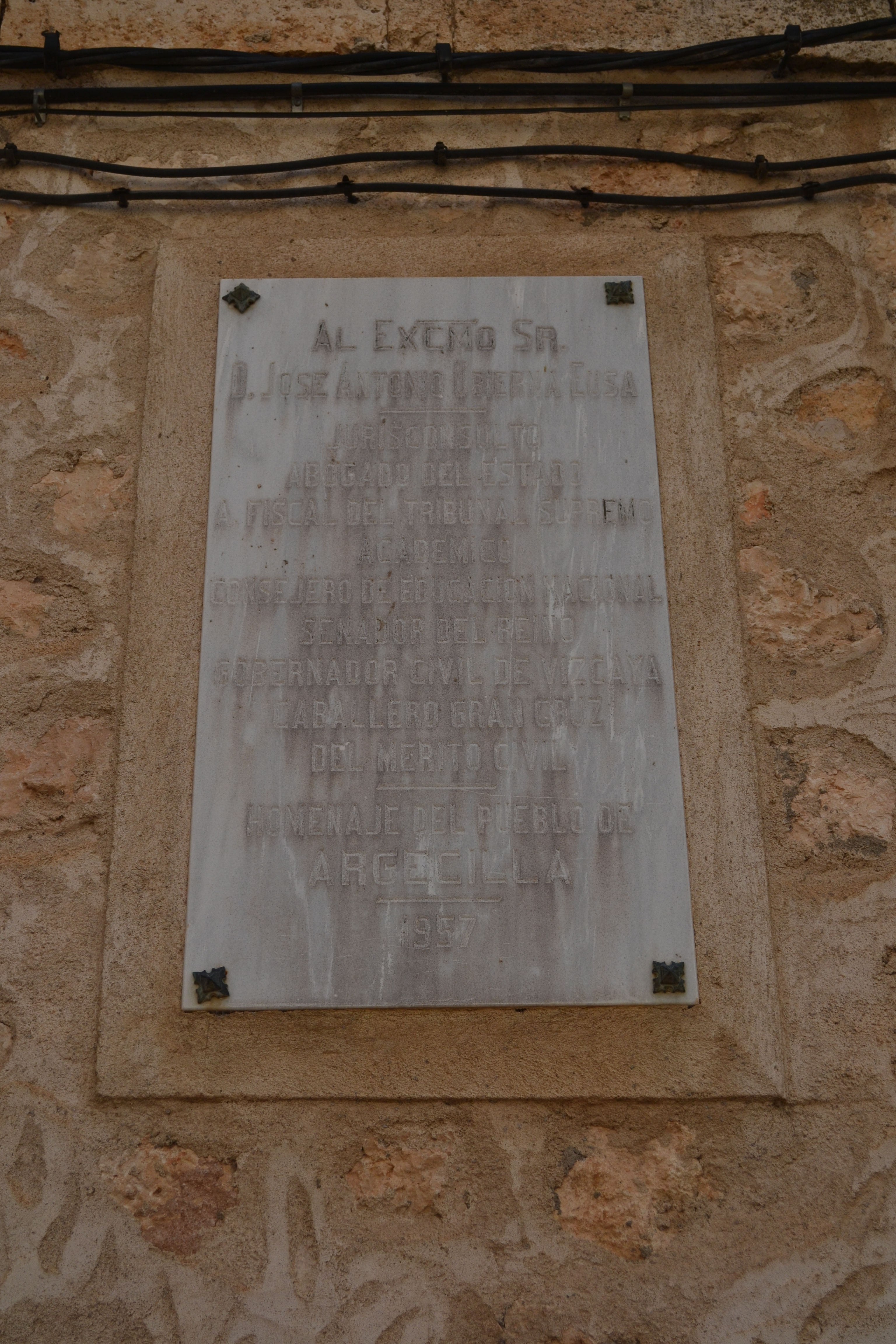
Placa en Argecilla en recuerdo de José Antonio Ubierna

Nacido en la localidad guadalajareña de Argecilla el 28 de septiembre de 1876, era hijo de José Ubierna y Ramona Eusa.
Ubierna, que en marzo de 1925 ingresó en la Real Sociedad Económica Matritense de Amigos del País, fue autor de numerosas obras relacionadas con el derecho y la administración, entre las que se encontraron títulos como Timbre del Estado (1909), El impuesto de utilidades (1912), Procedimientos administrativos (1915) y Vida autonómica de los organismos municipales (1919).
En su faceta como político fue senador por la provincia de Guadalajara entre 1918 y 1923, gobernador civil de Vizcaya en 1923 y, ya durante la dictadura de Primo de Rivera, miembro de la Asamblea Nacional Consultiva. También se desempeñó como secretario de la Real Academia de Jurisprudencia y Legislación. Falleció en Madrid el 1 de marzo de 1964 y fue enterrado en el cementerio de San Justo. En 1961 se le había concedido una gran cruz de San Raimundo de Peñafort. Francisco Layna Serrano, que se consideraba su amigo, le describe como alcarreñista.